# Arjan Versluis
Arjan Versluis (Hardinxveld, 13 maart 1978) is een Nederlands organist.

## Levensloop

### Jeugd en studie
Versluis speelde op jonge leeftijd al zijn psalmen uit zijn hoofd. Hij kreeg zijn eerste orgellessen op achtjarige leeftijd bij Frans van Tilburg en daarna bij Wim Doolaard. Hij rondde bij hem zijn studie af aan de muziekscholen in Alblasserwaard en Vijfheerenlanden. In 1996 meldde hij zich aan bij het Rotterdams Conservatorium, waar hij orgelles kreeg van Bas de Vroome en kerkmuziek bij Aart Bergwerff. Hij voltooide deze studie in 2004. Daarnaast volgde hij improvisatielessen bij Henco de Berg.

### Loopbaan
Versluis werd in 1996 benoemd tot organist van de Grote Kerk en de Maranathakerk in Sliedrecht. In 2019 werd hij stadsorganist van de Grote Kerk in Gorinchem. Daarnaast leidt hij diverse koren. Hij was tussen 2006 en 2011 dirigent van de gemengde zangvereniging "de Lofstem". Aan de muziekschool in Hardinxveld-Giessendam heeft hij een muziekpraktijk voor orgel, piano- en keyboardlessen. Hij is sinds 2006 docent Kerkelijk Orgelspel van de VOGG. In 1998 en 2002 won hij de finale van het Nationaal Orgelconcours in Leiden op de muziekstijlen renaissance en barok. In 2003 verscheen zijn eerste solo-cd met werken van Bach, Buxtehude en Sweelinck. Deze cd werd opgenomen op het De Swart/Van Hagerbeer-orgel in de Hooglandse Kerk in Leiden. Later verschenen er meer cd's van zijn hand.

## Discografie
- 2003 - Hooglandse Kerk, Leiden
- 2005 - Bovenkerk, Kampen
- 2007 - Grote Kerk, Gorinchem Notre Dame, Laeken
- 2010 - PsalmenProject 5 Sliedrecht